# حريش ثنائي اللون
حريش ثنائي اللون (الاسم العلمي: Lithobius bicolor) هو نوع من المفصليات يتبع جنس الحريش من الفصيلة الحريشية.